# Fronda (helechos)

Morfología general de una fronda de Polypodium vulgare

La fronda o el fronde es la única hoja grande que presentan los helechos verdaderos o esporófitos, está dividida en numerosos folíolos sésiles. Cada folíolo de algunas frondas presenta corpúsculos marrones en su envés denominados soros que contienen los esporangios (productores de esporas).
Algunos botánicos usan este término solo para helechos. Pero otros lo aplican también a otros grupos de plantas, como cicadas, palmeras (Arecaceae), etc. En algunos helechos y algas, las frondas no están subdivididas.

## Grado de división del limbo de una fronda

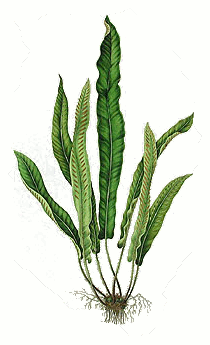
Asplenium scolopendrium, limbo entero
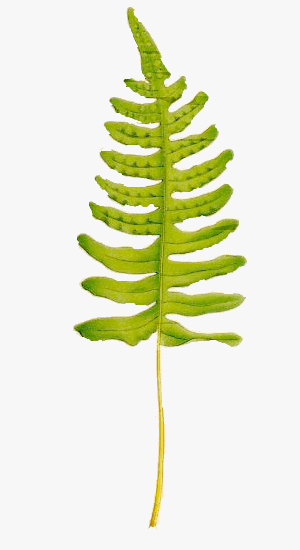
Polypodium vulgare limbo segmentado
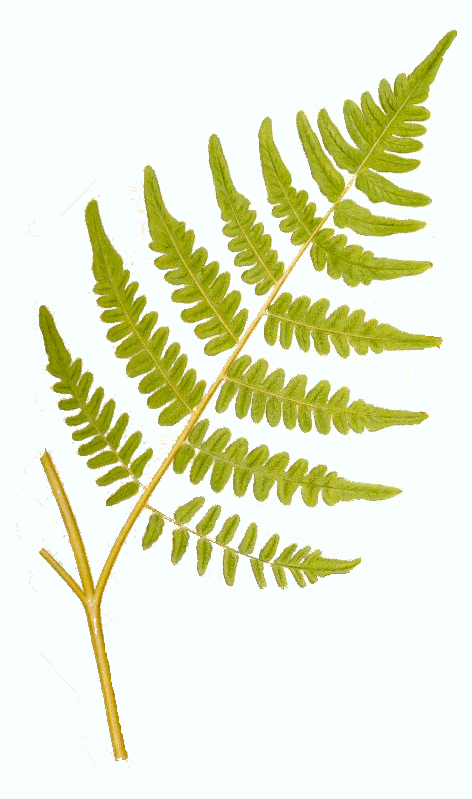
Pteridium aquilinum limbo con división simple
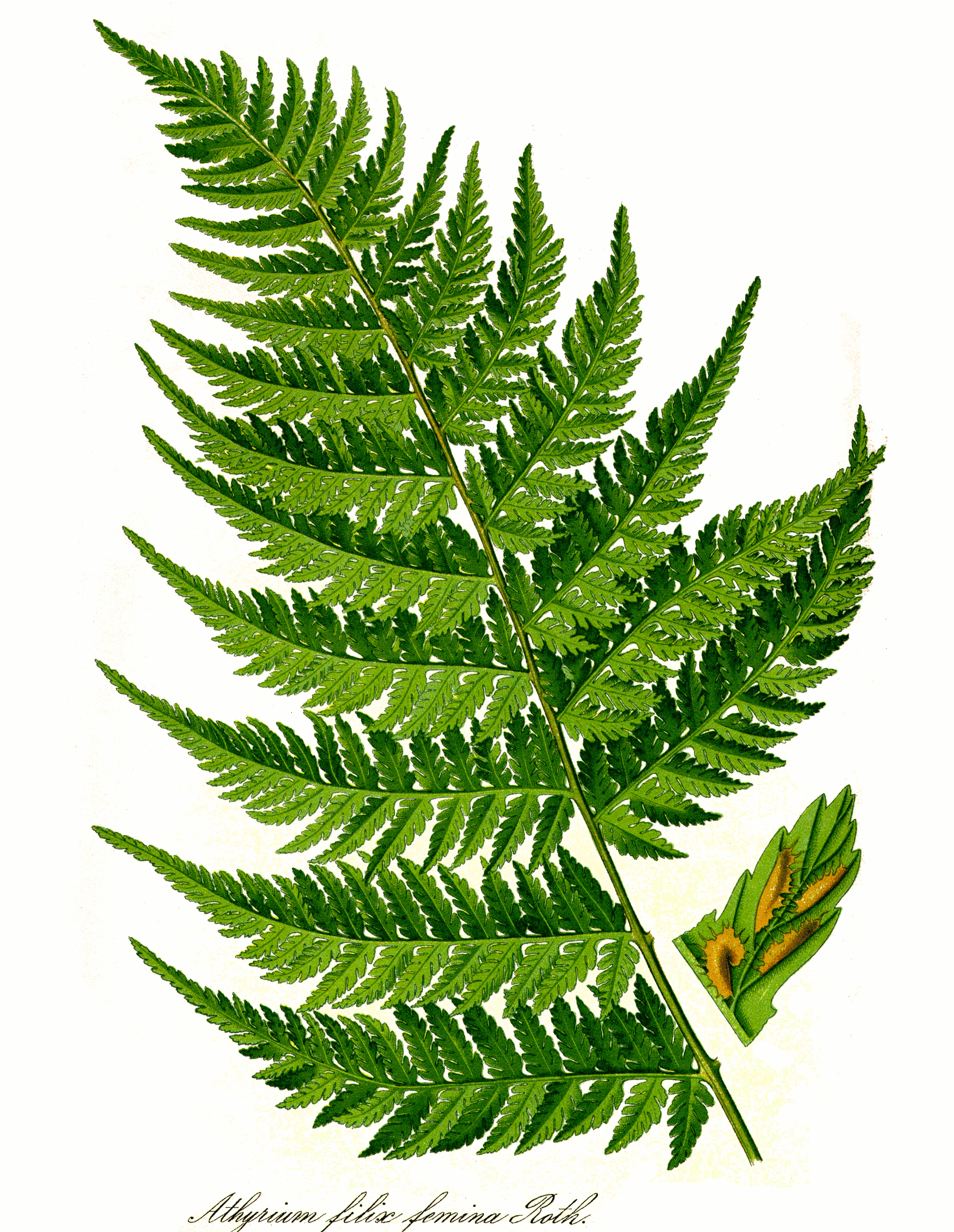
Athyrium filix-femina limbo doble división

## Forma del contorno del limbo

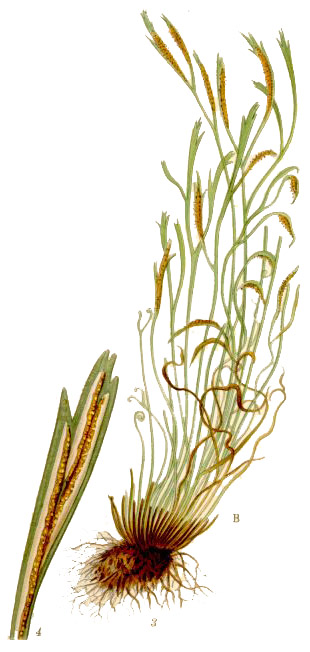
Asplenium septentrionale, limbo lineal
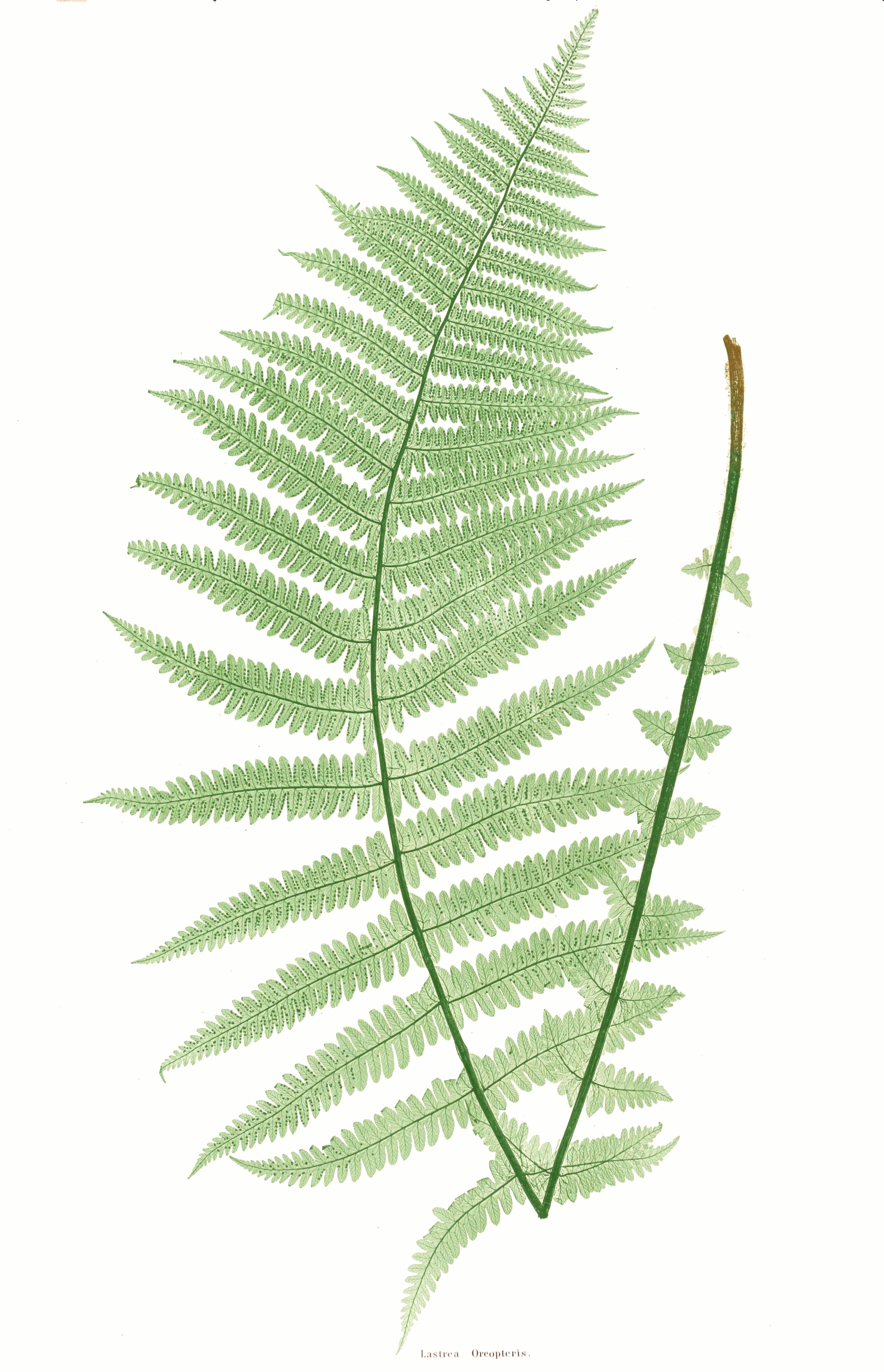
Oreopteris limbosperma, limbo lanceolado
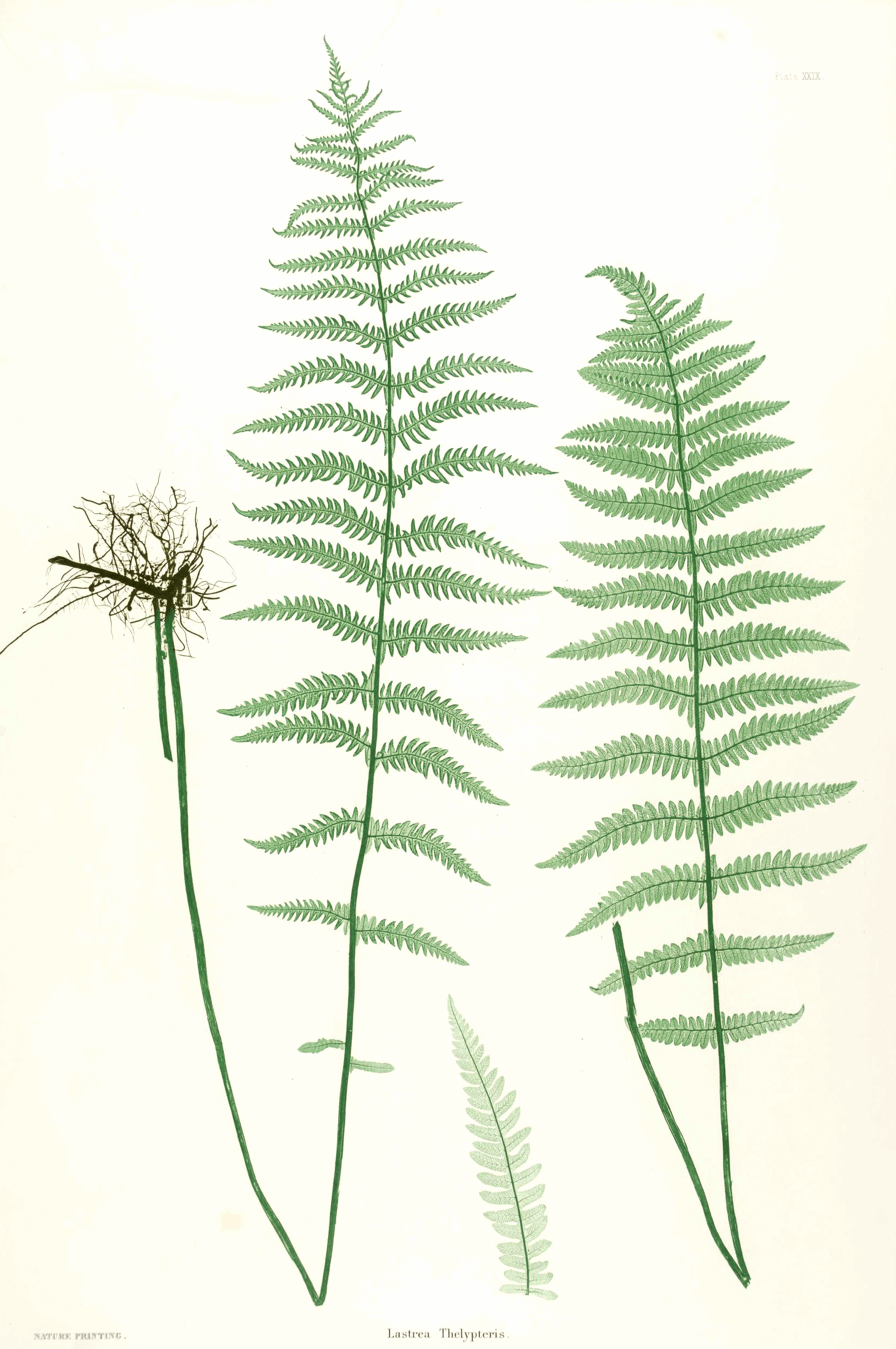
Thelypteris palustris limbo oval-lanceolado
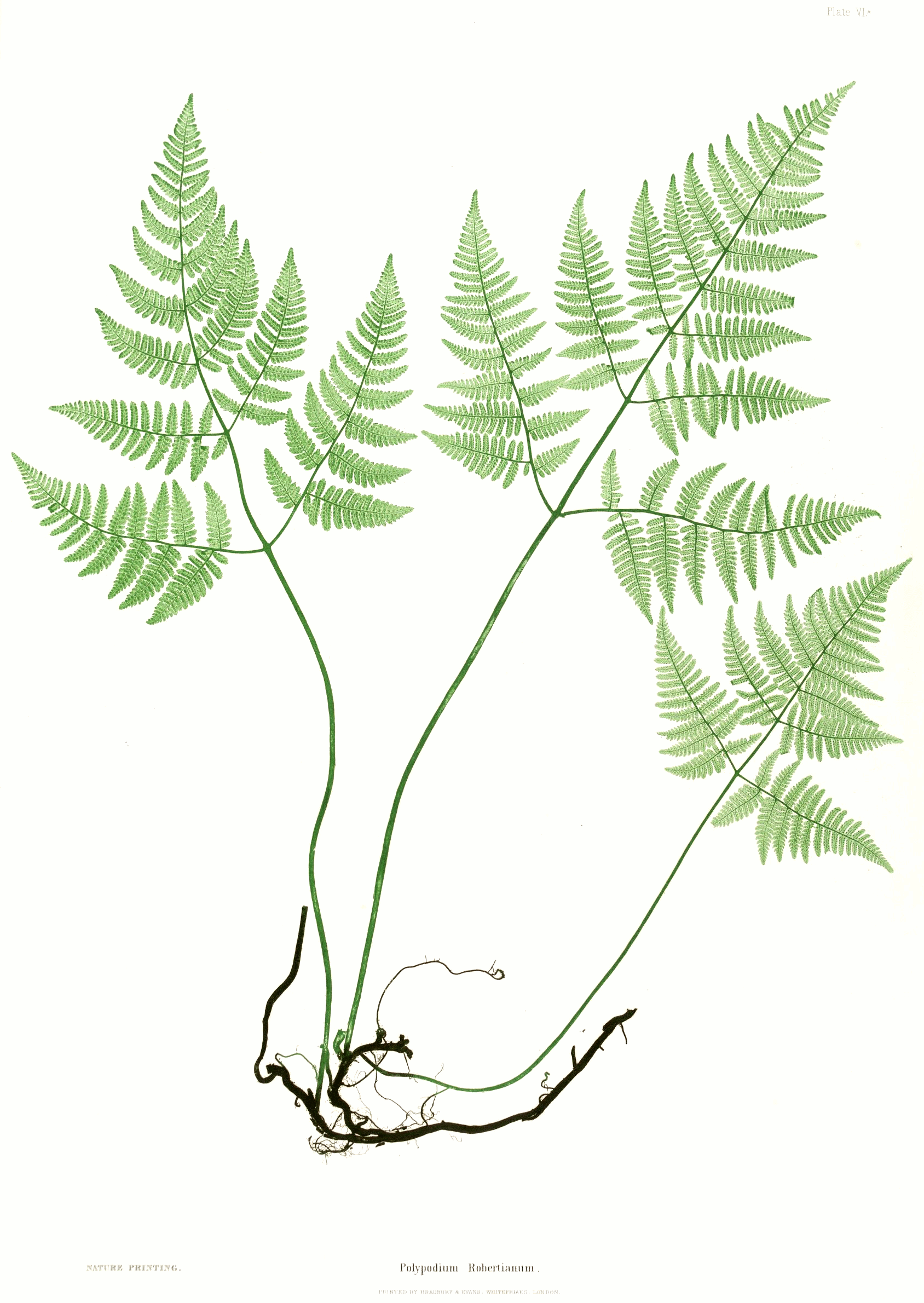
Gymnocarpium robertianum limbo triangular